# Knodus geryi
Knodus geryi är en fiskart som beskrevs av Lima, Britski och Machado 2004. Knodus geryi ingår i släktet Knodus och familjen Characidae. Inga underarter finns listade i Catalogue of Life.